# Préhistomuseum
Le Préhistomuseum est un parcours découverte de la Préhistoire, situé en Belgique. Le musée et la grotte de Ramioul sont nichés dans une réserve Natura 2000, au bord de la Meuse, à Flémalle, dans la province de Liège, en région wallonne. Le site se trouve dans une forêt de 30 hectares aux portes des Ardennes belges.
La grotte de Ramioul et ses activités réparties dans le parc accueillent à la fois les familles, les écoles et tous types de groupe.

## Historique

### Grotte de Ramioul et Préhistosite
La grotte de Ramioul fut découverte en 1911 par des membres de l'association Les Chercheurs de la Wallonie. Différentes campagnes de fouilles y ont mis au jour plusieurs niveaux correspondant à des occupations successives entre il y a 70 000 ans (Homme de Néandertal et Moustérien) et 2300 av. J.-C. (fin du Néolithique), incluant des vestiges aurignaciens produits par Homo sapiens.
La grotte de Ramioul a fait l'objet d'un classement dans les années 1930 afin de la protéger de l'extension des carrières avoisinantes, dont la grande carrière du Lion toute proche.
À la suite de ces découvertes, un petit musée fut créé. Il fut remplacé par le Préhistosite en 1994, grâce à un financement du fonds européen de développement régional (FEDER).

### Préhistomuseum
Le musée fondé en 1994, sous le nom « Préhistosite de Ramioul », ferma ses portes en 2013 en vue d'un réaménagement complet. Il accueillait alors environ 40 000 visiteurs par an et occupait une quarantaine de personnes.
Après trois années de travaux et 9,6 millions d'euros d'investissement, le site, rebaptisé Préhistomuseum, a rouvert ses portes au public le 7 février 2016.

## Ligne directrice
Le Préhistomuseum est un muséoparc et un musée d’archéologie à la fois, qui met ses collections en perspective en s’alignant sur les questionnements de notre société. En affirmant que l’humanité est universelle mais qu’elle s’exprime différemment dans le temps et dans l’espace, le Musée est un musée de l’Homme qui cherche à comprendre et à faire comprendre la complexité du comportement humain. Pour ce faire, il repère dans la Préhistoire et l’archéologie des faits qui sont porteurs de sens pour nous aujourd’hui et qui peuvent stimuler une réflexion philosophique sur la destinée de l'humanité. Le Musée cherche à s’adresser au plus grand nombre en rendant accessible intellectuellement, socialement et physiquement le patrimoine dont il a la garde et la responsabilité. L’équipe du Musée qualifie son approche de « Pop Archéologie », c’est-à-dire, « essayer de faire un musée pour ceux qui n’aiment pas les musées comme pour ceux qui les aiment ! »
Le Préhistomuseum est constitué de 4 composantes indissociables et complémentaires, qui forment le socle du projet culturel, scientifique et touristique de l’institution.

### Découvrir notre patrimoine et ses ressources
Le musée conserve d’importantes collections de Préhistoire comme d’autres périodes de notre histoire, un site archéologique, des ressources documentaires et un vaste patrimoine naturel.
Le(s) patrimoine(s) participe(nt) à la construction des identités liées aux spécificités des territoires et des époques. Mais au-delà du temps et de l’espace, le musée veille à souligner les universaux communs à toute l’humanité plutôt qu’à exacerber les particularismes. Il espère ainsi contribuer significativement à une éducation populaire où la diversité des expressions culturelles qu’il donne à voir et à comprendre développe un esprit critique qui nuance nos à priori et nos certitudes. Les mots progrès, évolution et civilisation sont ainsi mis en questionnements utiles face aux débats qui animent notre société sur le « vivre ensemble ».

### Comprendre l’écosystème de l’humanité
Le musée cherche à comprendre et à faire comprendre le comportement humain dans toutes ses dimensions : sociales, culturelles, économiques et environnementales. Les faits archéologiques choisis comme sujets de recherche, pour être exposés ou animés, sont approchés de manière systémique afin d’expliciter l’interaction complexe et simultanée des éléments constitutifs de l’écosystème au sein duquel les sociétés humaines sont en constante mutation.
L’approche « écosystémique » convoque conjointement toutes les ressources patrimoniales du Musée et la diversité des préconceptions de ses différents usagers. Le Musée montre ce qu’il ne sait pas et pourquoi il est en recherche. Il coopère avec ses usagers pour enrichir, par l’expérience des patrimoines, leurs réflexions communes.

### Se déconnecter, se ressourcer, se reconstruire en tant qu’individu ou/et groupe d’individus
Parce que la Préhistoire évoque dans l’imaginaire collectif le dénuement, la survie, la simplicité, le paradis perdu ou la primitivité, et parce que l’infrastructure du Musée offre des espaces contrastés (en pleine nature, dans le noir, pieds nus, au cœur des réserves…), le Préhistomuseum est un lieu propice à la découverte, au plaisir, au bien-être et à la méditation.
« L’esprit du lieu » assure des conditions favorables et variées à l’exploration de nos questions existentielles « d’où venons-nous ? Qui sommes-nous ? Où allons-nous ? », facilitée par une approche sensorielle et émotionnelle qui stimule la réflexion. Par exemple, l’expérience de « l’humanité primitive » par la reproduction de gestes simples invite au constat de l’immanence de la pensée complexe ; l’immersion dans la nature convoque la culture humaine en interrogeant l’inné et l’acquis. Le Musée invite naturellement la question du bonheur : « tout compte fait, sommes-nous plus heureux que nos ancêtres ? ».
C’est pourquoi le Préhistomuseum se définit comme un Musée, comme un « Musée de l’Homme » et comme « le parc d’aventures de la Préhistoire pour faire l’expérience de l’humanité ».

### Solliciter des expertises professionnelles et des services professionnels et/ou professionnalisants
Le Préhistomuseum cherche à développer ses savoirs, savoir-faire et savoir-être pour réaliser au mieux sa raison d’être au service de ses publics. Cette entreprise nécessite d’améliorer constamment l’organisation, de poursuivre le développement de méthodologies spécifiques et appropriées à la meilleure exécution des fonctions muséales chargées de sens. L’approche économique via le prisme de l’économie de la fonctionnalité et de la coopération, l’amélioration de l’organisation par le management de la qualité et de l’intelligence collective, l’adoption d’un mode de gestion collaborative par l’usage de la technologie sociale de l’holacratie, sont des expériences entrepreneuriales qui, si elles sont concluantes, pourraient peut-être inspirer d’autres entreprises culturelles et touristiques de demain.
Le Préhistomuseum est en quelque sorte un laboratoire de gestion muséale.
Le Laboratoire d’archéologie expérimentale, le Centre de conservation, d’étude et de documentation et le Laboratoire de médiation développent quant à eux des services et des méthodes de travail et de formation qui ne demandent qu’à être partagés avec des collègues d’autres institutions ou des étudiants dans les domaines de la Préhistoire, de la muséologie, de la médiation, du tourisme et du patrimoine, de l’économie.
Le Préhistomuseum cherche, entreprend, expérimente avec modestie et ambition, avec comme objectif principal d’être utile à ses usagers et au patrimoine.

## Autres activités
En plus de ses expositions permanentes et de ses expériences, le musée accueille des expositions temporaires.
Outre le musée, on trouve sur le site des ateliers permettant de s'initier aux techniques préhistoriques, telles que la taille des pierres, l'allumage du feu, la chasse à l'arc ou au propulseur.
Un archéorestaurant permet de manger des repas compatibles avec les ressources disponibles durant la Préhistoire.

## Grottes voisines
À quelques centaines de mètres de la grotte de Ramioul, également en rive droite de la Meuse, sur le territoire  d'Éhein-bas (rattaché à la commune d'Engis depuis 1977), se trouve la grotte Lyell, ainsi nommée parce que le géologue britannique Sir Charles Lyell (un des fondateurs de la géologie moderne au début du XIXe siècle) la visita en 1860 pour vérifier les assertions de Philippe-Charles Schmerling, qui l'avait découverte en 1831. Avant d'être nommée grotte Lyell, cette cavité était d'abord connue sous l'appellation de grande caverne d'Engihoul.
La grotte de Rosée, également située en rive droite de la Meuse sur l'actuelle commune d'Engis, doit son nom au patronyme d'un ancien propriétaire, le baron Jacques de Rosée. Ces deux cavités hébergent une faune cavernicole unique en Belgique.
Comme la grotte aux végétations toute proche, ces cavités ont été menacées par l'activité d'une carrière proche. La grotte Lyell et celle de Rosée (les deux ne formant en fait qu’un seul et même site) sont classées patrimoine immobilier exceptionnel de la Wallonie, au titre de « site souterrain de caractère exceptionnel », depuis l'arrêté du 8 juillet 1977.
En 2003, fut découverte la grotte de Nicole (nommée en l'honneur de Nicole Hubart, épouse de Jean-Marie Hubart). Cette grotte est constituée par une galerie qui représente un important prolongement de l’étage inférieur de la grotte de Ramioul.
En face, sur la rive gauche de la Meuse, se trouvent les grottes Schmerling et celles de Chokier, sur le territoire communal de Flémalle.